# John Ernest Randall
John Ernest „Jack“ Randall, Jr. (* 22. Mai 1924 in Los Angeles, Kalifornien; † 26. April 2020 in Kāneʻohe, Hawaii) war ein US-amerikanischer Ichthyologe und Sachbuchautor.

## Leben
Randall war der Sohn von John Ernest Randall, Sr. und seiner Frau Mildred, geborene McKibben. Von 1943 bis 1946 diente er beim Medical Administrative Corps der United States Army, wo er als Second Lieutenant ausschied. 1950 erlangte er den Bachelor of Arts an der University of California, Los Angeles. Im November 1951 heiratete er Helen Lai Sinn Au, mit der eine Tochter und einen Sohn hatte. 1955 wurde er an der University of Hawaiʻi at Mānoa zum Ph.D. mit Auszeichnung promoviert.
Von 1955 bis 1957 war er Forschungsstipendiat an der Yale University in New Haven, Connecticut. Von 1957 bis 1961 war er Assistant Professor für Meeresbiologie am Marinelabor der University of Miami in Coral Gables. Von 1961 bis 1965 war er Professor für Biologie an der Universität von Puerto Rico und von 1962 bis 1965 Direktor des Institute of Marine Biology in Mayagüez, Puerto Rico. Von 1965 bis 1966 war er Direktor des Oceanic Institute in Waimanalo, Hawaii. Von 1967 bis 1969 war er Meeresbiologe am Hawaii Institute of Marine Biology. 1969 wurde er Ichthyologe am Bernice P. Bishop Museum in Honolulu, Hawaii. Zuvor war er von 1955 bis 1957 Forschungsstipendiat und von 1965 bis 1969 Teilzeit-Ichtyologe am Bernice P. Bishop Museum.
Randall war von 1966 bis 1975 Fakultätsmitglied für Zoologie an der University of Hawaii. Er war Gründungsmitglied des Bahamas National Trust, Mitglied des Gulf and Caribbean Fisheries Institute, des Unterausschusses für die Erhaltung von Ökosystemen des Internationalen Biologischen Programms, des Beratungsausschusses für wirbellose Tiere und Meereswirbeltiere auf Hawaii sowie Mitglied des Ausschusses für das Great Barrier Reef. Er hat an Expeditionen in den Pazifik, in die Karibik, das Rote Meer, Südamerika, Indonesien, Indien und Sri Lanka teilgenommen.
Randall war ein Experte auf dem Gebiet der Korallenfische. Er beschrieb über 800 Arten und verfasste mehrere Bücher sowie über 900 wissenschaftliche und populärwissenschaftliche Artikel.

## Schriften
- mit W. A. Gosline und V. E. Brock: Handbook of Hawaiian Fishes, University Press of Hawaii, 1960.
- mit Perry W. Gilbert: Sharks and Survival, Heath, 1963.
- Caribbean Reef Fishes, T.F.H. Publications, 1968.
- Underwater Guide to Hawaiian Reef Fishes, Harrowood Books (Newtown Square, PA), 1981.
- Red Sea Reef Fishes, IMMEL (London, England), 1983.
- Guide to Hawaiian Reef Fishes, Harrowood Books (Newtown Square, PA), 1985.
- mit Phil Heemstra: Fishes of the Great Barrier Reef and Coral Sea, University of Hawaii Press (Honolulu, HI), 1990.
- Shore Fishes of Hawaii, Natural World Press (Vida, OR), 1996, 2. überarbeitete Auflage, University of Hawaii Press (Honolulu, HI), 2010.
- Annotated Checklist of the Inshore Fishes of the Ogasawara Islands, National Science Museum (Tokyo, Japan), 1997.
- Reef and Shore Fishes of the South Pacific: New Caledonia to Tahiti and the Pitcairn Islands, University of Hawaii Press (Honolulu, HI), 2005.
- mit Alfredo Cea: Shore Fishes of Easter Island, University of Hawaii Press (Honolulu, HI), 2011.